# Léon Cabat
Pour les articles homonymes, voir Cabat.
Léon Cabat, homme d'affaires français né le 25 décembre 1922 et mort le 17 juillet 2005,, est le fondateur des disques Vogue qu'il préside de 1948 à 1985.
Il crée, après guerre, la première maison de disques, 100 % française, équipée de studios d'enregistrement, d'un studio de gravure et d'une usine de pressage.
Il donne leur première chance à de nombreux artistes qui enregistrent pour sa marque : Pierre Perret, Johnny Hallyday, Antoine, Pascal Danel (qui part chez AZ après un premier 45T), Martin Circus, Frédéric François, Jacques Dutronc et Françoise Hardy.
Il a aussi permis de faire découvrir dans les pays francophones des chanteurs comme Frank Sinatra, Dean Martin, Sammy Davis, Jr., le groupe Abba, Donna Summer, Elton John et bien d'autres.
Dès 1973, il est un précurseur des grandes comédies musicales modernes en produisant La Révolution française, un opéra-rock écrit par Claude-Michel Schönberg et Alain Boublil.